# 張元慶 (萬曆舉人)
張元慶（16世紀—17世紀），字子升，號太初，浙江紹興府山陰縣人，明朝政治人物。

## 生平
張元慶精通天文和術數，是萬曆元年（1573年）癸酉科順天鄉試舉人，二年（1574年）甲戌科會試中副榜，十四年（1586年）授灤州知州，在古冶寺夜宿時，有女鬼韓氏哭訴奸僧李妙存姦殺，次日一早他立刻拘捕僧人，一審訊即能結案，僧人伏法；得知州民每月賦稅以外有歲奉，說：「這些都是赤子膏血。」停止收取，又預先估計河水即將決堤，命令民眾儲備土壤，大水來臨時以土包堵塞城門，城池得以保全，同年饑荒，拿出糧食煮粥救活人民。任滿後以治績第一陞揚州府知府，他卻請求退休回鄉，著有《四書宗旨》、《名儒彙業》、《阜南樓集》流傳。

## 家族
南宋張浚的後裔。高祖張恭；曾祖張宗盛；祖父張詔，贈吏部主事；父張天衢，嘉靖元年舉人，漢陽府同知。兄張元吉（宿州同知），從兄張元忭（隆慶五年狀元），從弟張元憬。子張汝嘉。

## 引用
1. 1 2  嘉慶《山陰縣志·卷十四·鄉賢二》：張元慶，字太初，天衢次子，精天文易數。萬厯癸酉鄉薦，甲戌會試副榜第一，知灤州，灤民有月奉歲奉悉除之，讞獄多異政，發倴城寺奸殺李妙存狀其一端也，遷揚州守，治績為天下最，著有《四書宗旨》、《名儒彙業》、《阜南樓集》。 舊志，參攷府志，子汝嘉自有傳
2. ↑  萬曆《紹興府志·卷三十二·選舉志三》：舉人……皇明……萬曆元年 山陰……張元慶 天衢子，順天中式，知州
3. ↑  康熙《紹興府志·卷四十七·人物志十》：張元慶，字太初，山陰人，天衢次子。萬曆癸酉舉于鄉，甲戌會副第一，知灤州操列懸魚，灤民有月奉歲奉，曰：「此皆赤子膏血。」悉除之；讞獄多異政，發倴城寺奸殺李妙存狀其一端也，遷楊州守，治績為天下最。元慶遽精天文易數，著有《四書宗旨》、《名儒彙業》。
4. ↑  光緒《灤州志·卷十四·官師列傳》：張元慶，浙江山陰人，由舉人萬曆十四年之州任，有異政，夜宿古冶寺，女鬼韓氏訴奸僧妙存淫殺狀，詰朝捕治一訊而服，置僧於法；嘗預識河決令民蓄土，未幾水至，囊土以塞城門得不浸者三版，是歲饑，煮粥以賑全活萬人，祀名宦。
5. ↑  龚延明主编. . 宁波: 宁波出版社. 2016. ISBN 978-7-5526-2320-8. 《天一閣藏明代科舉錄選刊.登科錄》之《嘉靖二十六年丁未科登科錄》